# لوکی (شهرستان بیلسک)
لوکی (به لاتین: Lewki) یک روستا در لهستان است که در گمینا بیلسک پودلاسکی واقع شده‌است.